# إطفاء سريع للمفاعل

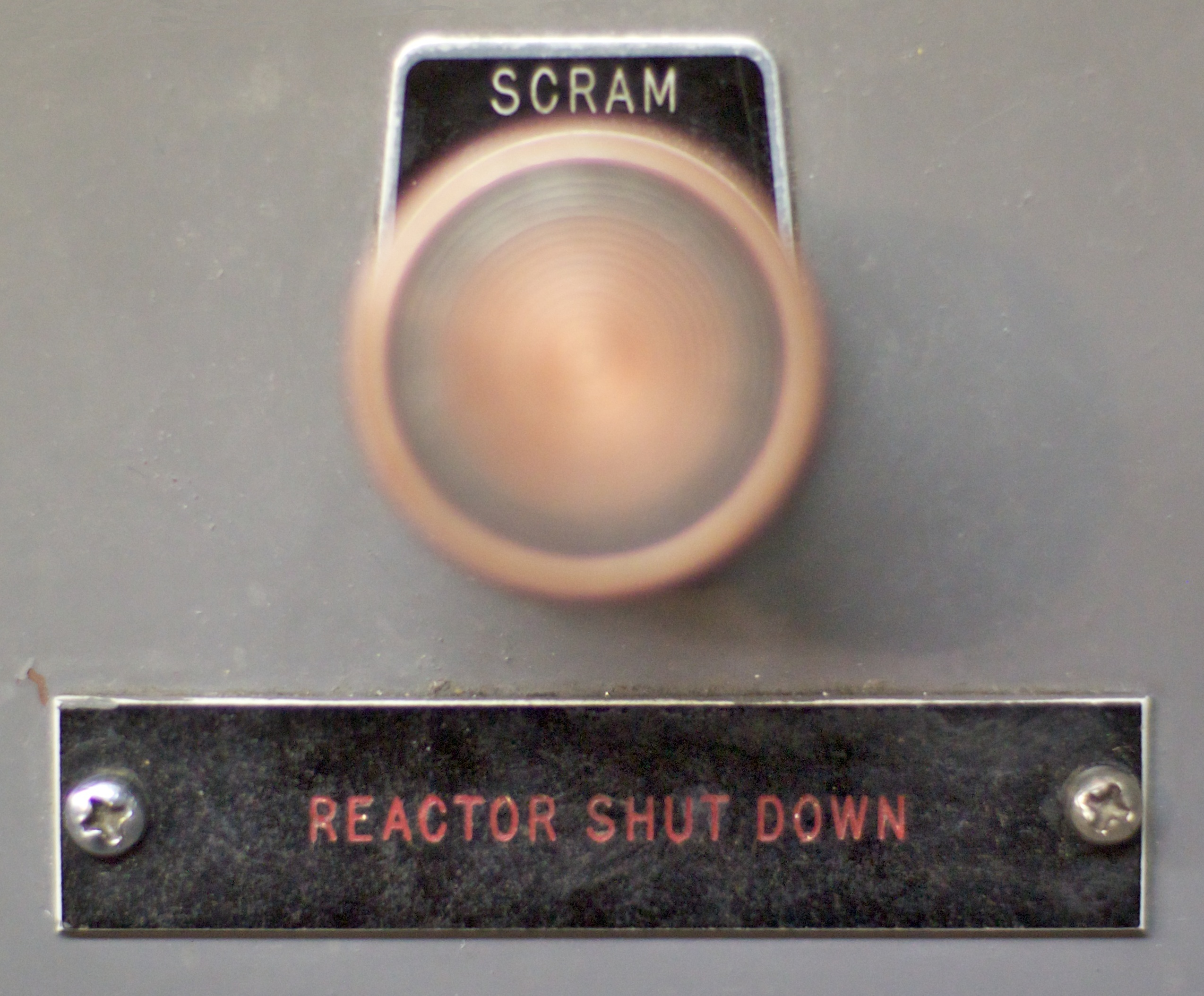
زر SCRAM، أي الإطفاء السريع للمفاعل.

إن الإطفاء السريع للمفاعل هو عملية إطفاء للمفاعل النووي تجري بشكل أسرع يكثير من سرعة الإطفاء العادية. ففي مفاعلات مثل مفاعل الماء المغلي BWR أو مفاعل الماء المضغوط PWR يكون هناك دوماً زر في لوحة التحكم من أجل الإطفاء الاضطراري.
يسمى هذا المصطلح في اللغة الإنجليزية باسم SCRAM وهي الأحرف الأولى من safety control rod axe man، والتي ابتدعها إنريكو فيرمي، وذلك عند بناء أول مفاعل نووي في جامعة شيكاغو.

## آلية العمل
تتم عملية الإطفاء السريع للمفاعل في العديد من المفاعلات عن طريق إضافة كتلة سلبية إلى التفاعل النووي التسلسلي الذي تخضع له المادة الانشطارية. في مفاعل الماء الخفيف تجري هذه العملية بغرس قضبان تحكم ماصة للنيوترونات في نواة المفاعل. تعتمد عملية الغرس هذه على تصميم المفاعل.
في مفاعل الماء المضغوط، تكون هذه القضبان محمولة بمحركات كهربائية فوق نواة المفاعل، بحيث أن قطع الدارة الكهربائية عنها يؤدي إلى إطلاقها وسقوطها في قلب المفاعل. في تصميم آخر، تستخدم أجهزة مغناطيس كهربائية لإبقاء القضبان معلقة، بحيث أن قطع التياؤ الكهربائي عنها يطلق القضبان. تجري هذه العملية في غضون أربع ثوان أو أقل، لذلك لا يلجأ إلى الاعتماد فقط على وزن هذه القضبان إنما تدفع بواسطة نوابض في حال إطلاقها. في مفاعل الماء المغلي، تغرس قضبان التحكم من الأسفل وذلك تحت وعاء المفاعل. في هذه الحالة تستخدم وحدة تحكم هيدروليكية من أجل تأمين القوة اللازمة للدفع، وذلك خلال حوالي أربع ثوان أيضاً. يكون هناك حوالي 185 قضيب تحكم في مفاعل ماء مغلي نمطي.
للاحتياط، يكون هناك في كل من هذين النموذجين نظام ثانوي من أجل غرس قضبان التحكم، وذلك في حال فشل النظام الرئيسي بالقيام بتلك العملية.
في مفاعلات الماء الخفيف تضاف أيضاً مواد من أجل امتصاص النيوترونات إلى مبرّدات المفاعل مثل البورق أو حمض البوريك أو نترات الغادولينيوم الثلاثي.